# Lepthyphantes encaustus
Lepthyphantes encaustus este o specie de păianjeni din genul Lepthyphantes, familia Linyphiidae. A fost descrisă pentru prima dată de Becker, 1879. Conform Catalogue of Life specia Lepthyphantes encaustus nu are subspecii cunoscute.